# Johann Maximilian IV. Emanuel von Preysing
Johann Maximilian IV. Emanuel Graf von Preysing-Hohenaschau (* 1687 in München; † 14. Mai 1764) war ein bayerischer Politiker.

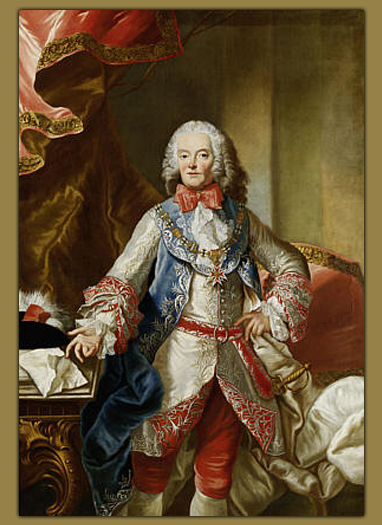
Johann Maximilian IV. Graf von Preysing als Großkomtur des Georgi-Ritterordens. Gemälde von Georges Desmarées (1697–1776)

## Leben
Der genaue Geburtstag ist nicht bekannt, aber Johann Maximilian Emanuel wurde am 10. Januar 1687 in der Residenzkapelle getauft. Die Bedeutung der Familie von Preysing wird bereits darin deutlich, dass sein Taufpate der Kurfürst Maximilian II. Emanuel war, allerdings vertreten durch Paul Graf Fugger. Sein Vater war Max III. Ferdinand Felix (1655–1739).
Preysing besuchte das Jesuitengymnasium (heute Wilhelmsgymnasium München), das er 1704 absolvierte. Von 1706 bis 1710 studierte er an der Universität Ingolstadt die Jurisprudenz. 1714 bis 1715 war er bei Maximilian II. Emanuel in Paris tätig. Anschließend stand er in den Diensten des Kurprinzen Karl Albrecht, bis zu dessen Tod im Jahr 1745. Er war auf zahlreichen Kavalierstouren Begleiter des Prinzen.
1720 heiratete er Maria Anna Josepha Theresia Brigitta Gräfin von Rechberg zu Hohenrechberg in der Münchner Dreifaltigkeitskirche. Seine Frau starb jedoch bereits ein Jahr nach der Hochzeit bei der Geburt des ersten Kindes, das nicht am Leben blieb. 1722 wurde Preysing Obriststallmeister des Kurprinzen. 1726 wurde er von Kurfürst Karl Albrecht zum Oberststallmeister und Oberdirektor der Finanzen ernannt und wurde damit wirklicher Geheimer Rat und Mitglied der Geheimen Ratskonferenz.
Am Georgstag 1729 (24. April 1729) wurde er vom Kurfürst mit dem
Großkomturkreuz des Georgsordens ausgezeichnet.
Im Jahr 1731 heiratete er Maria Theresia Gräfin Fugger von Kirchberg und Weißenhorn in Nordendorf. Auch aus dieser Ehe gingen keine Nachkommen hervor. 1735 erlitt Preysing einen schweren Reitunfall. Zwei Jahre später wurde er von dem Kurfürsten Maximilian III. Joseph zum Obristhofmeister befördert, 1738 übernahm er dann auch noch das Amt des Obristkämmerers. 1746 erreicht er nach der Ernennung zum Obersthofmeister den obersten politischen Rang des bayerischen Hofes. Zusammen mit dem Kriegsminister Joseph Franz Maria Ignaz Graf von Seinsheim beeinflusste er maßgeblich die bayerische Außenpolitik und war insbesondere für die Ausrichtung an Preußen und Frankreich sowie die Frontstellung gegenüber Österreich verantwortlich.
Nach seinem Tode 1764 wurde sein Bruder Johann Karl Joseph Graf von Preysing-Hohenaschau als Erbe eingesetzt.

## Das Palais Preysing

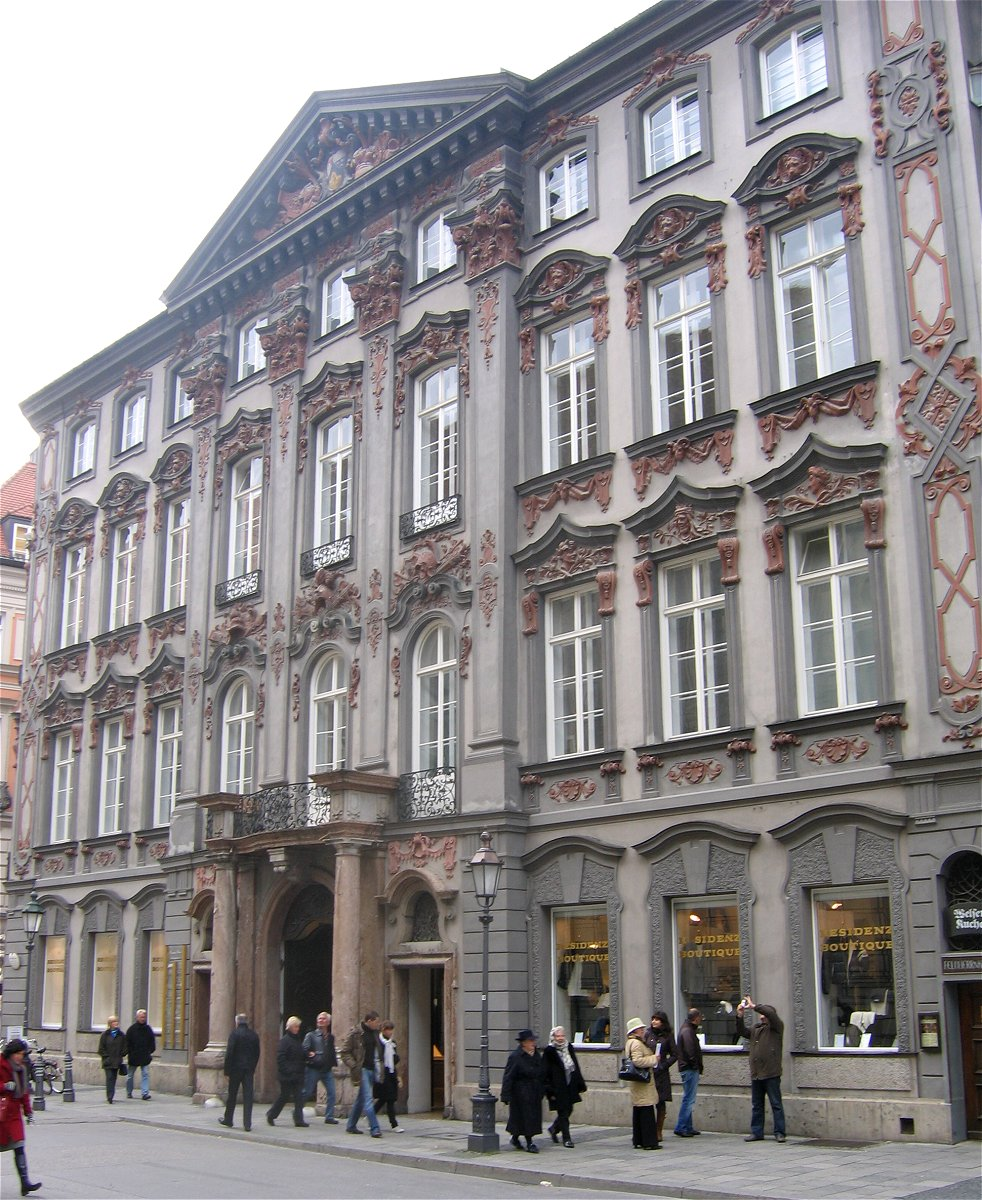
Palais Preysing, Ostfassade

1723 beauftragte er den Hofbaumeister Joseph Effner mit dem Neubau eines großartigen Palais an der Stelle des Preysingschen Wohnhauses zwischen der Unteren und Oberen Schwabing-Gasse (heute Theatiner- und Residenzstraße). Der neue Palais Preysing wurde 1728 fertiggestellt, und Preysing zog zusammen mit seinem Vater Johann Maximilian Ferdinand Felix Graf von Preysing in das Gebäude ein. Außerdem gehörte der Familie noch das Preysing-Schloss in Haidhausen.